# Nibelung Ier
Nibelung Ier ou Nivelon Ier (mort entre 770 et 786) est un comte carolingien au VIIIe siècle, neveu de Charles Martel et l'un des continuateurs de la Chronique de Frédégaire.

## Biographie
À la mort de son père Childebrand Ier, il reprend la rédaction de la Chronique de Frédégaire que son père avait assurée. Il en achève l'écriture en 768, date de la mort de Pépin le Bref et de l'avènement de Charlemagne,. Il est probablement identique au comte homonyme connu pour avoir souscrit des actes pour le monastère de Gorze en 762 et en 770. Enfin, selon un acte de Saint-Germain des Prés, il possédait une villa à Marolles-sur-Seine qu'il tenait de son père et qui appartient en 786 à un comte du nom d'Autbert, ce qui laisse supposer que Nibelung est mort avant cette date.

## Enfant
Aucun document contemporain ne lui mentionne d'épouse ou d'enfant. Il est cependant probable que les comtes du nom de Nibelung et de Childebrand soient ses descendants. À la génération suivante on connaît deux comtes, qui peuvent être les fils de Nibelung Ier :
- Childebrand II, missus dominici dans l'Autunois en 796 ;
- Nibelung II, comte de Madrie cité en 788.